# Empire State Building
Az Empire State Building New York város 102 emeletes, 381 méter magas épülete és egyik jelképe, 42 évig volt az USA legmagasabb épülete. Az épület New York Manhattan kerületében a 34. utca és az Ötödik sugárút sarkán magasodik. Nevét New York állam becenevéből (Empire State) kapta.

## Története
A toronyházat John Jacob Raskob Wall Street-i pénzügyi szakember építtette, miután kapcsolatait latba vetve előteremtett az építkezésre 41 millió dollárt a nagy gazdasági világválság idején. A terveket három építész, Shreve, Bill Lamb és Harmon készítették.
A telek megszerzése után, 1930. január 22-én kezdődtek el a munkálatok. Az építkezésen 3400 munkás dolgozott, főként európai bevándorlók és mohawk indiánok, hogy a torony hamarabb elkészüljön, mint a 42. utcában épülő Chrysler Building. A rohamtempóban 14 építőmunkás veszítette életét. Az épület rekordidő, alig több mint egy év alatt készült el, és 1931. május 1-jén adták át. Ez volt a világ legmagasabb épülete 1931 és 1971 között. Előtte a Chrysler Building, majd 1971-től a World Trade Center ikertornyok lettek a világ legmagasabb épületei.
A legenda szerint 1928-ban John Jacob Raskob megkérdezte Bill Lambet: „Bill, milyen magasra tudod építeni, hogy ne dőljön össze?”
Az 1940-es évekig a legtöbb irodának nem akadt bérlője, ezért az Empty State Building (Üres Állami Épület) gúnynevet aggatták a toronyházra. Az évtized végén építették fel a kerítést a legfelső kilátóterasznál, mert három hét leforgása alatt öt ember kísérelt meg öngyilkosságot. 1945. július 28-án egy eltévedt B-25 Mitchell bombázógép csapódott a toronyba, 14 ember halálát okozva. 1952-ben került az antenna a torony tetejére.

## Adatai
Az építkezés egy évig és 45 napig tartott, heti hét napon át, még ünnepnapokon is. Így több mint másfél emelet készülhetett el egy hét alatt.
- 7 millió össz-munkaóra
- 6500 ablak
- 1872 lépcsőfok
- 365 000 tonna össztömeg
- 73 lift
- Felhasznált anyagok:
  - 60 000 tonna acél
  - 10 millió tégla
  - 750 000 méter elektromos vezeték
  - 192,5 kilométer csővezeték
  - több mint 1600 kilométer telefonkábel
  - 5700 köbméter mészkő és gránit
- Tervezett összköltség az építés idején: 50 millió dollár. Tényleges összköltség: 41 millió dollár.
- Állagmegóvásra fordított összeg az elmúlt tíz évben:[mikor?] 67 millió dollár.
- Alapterület: 1,076 hektár

## Érdekességek
- Az épület felső részét nevezetes ünnepek alkalmával az ünnepnek megfelelő színes világítással látják el. Ezek a következők:

Függetlenség napja: piros, fehér, kék
St. Patrick’s Day: zöld
Martin Luther King Day: piros, fekete, zöld
Hanuka: kék, fehér
- Évente közel 3 millióan látogatják meg az épületet. Két kilátóterasza van: a 86. és a 102. emeleten. Az alsó kilátó jobb, itt negyeddollárossal működő távcsövek vannak, amikkel tiszta időben 100 km-re is el lehet látni. A felső kilátó üveggel le van fedve és szűkebb a hely. A legnagyobb tömeg alkonyatkor van. Az aktuális láthatóságot a kilátóból az előcsarnokban közzéteszik (például „zéró láthatóság” esetén az épület ködben van és semmit nem lehet látni).

- Az épület látogatásához jegyet kell venni, amit érdemes online megtenni, így elkerülhető a hosszas (akár órákig tartó) helyszíni sorban állás. A jegy bármikor felhasználható. A CityPass érvényes az Empire State Building látogatásához is.

## Megjelenése a kultúrában
- King Kong egy 1933-as filmben, majd annak 2005-ös feldolgozásában kívülről felmászik a torony tetejére, ahol lelövik.
- A Dr. Who című BBC-sorozat 3. évadjának 4. részében (Dalekok Manhattanben).
- A Percy Jackson és az olimposziak legtöbb részében az épület 600. emelete ad helyet az Olimposznak.
- A James és az Óriásbarack című 1996-os élő- és bábfilmben a címszereplők a torony tetején kötnek ki utazásuk végén.